# Adeonella expansa
Adeonella expansa är en mossdjursart som beskrevs av Charles Henry O'Donoghue 1924. Adeonella expansa ingår i släktet Adeonella och familjen Adeonellidae. Inga underarter finns listade i Catalogue of Life.